# Варварівка (Новоукраїнський район)
Варва́рівка — село в Україні, у Рівнянській сільській громаді Новоукраїнського району Кіровоградської області. Населення становить 275 осіб. Відстань від центру сільської громади становить 25 км, від обласного центру 83 км.

## Населення
Згідно з переписом УРСР 1989 року чисельність наявного населення села становила 321 особа, з яких 154 чоловіки та 167 жінок.
За переписом населення України 2001 року в селі мешкало 275 осіб.

### Мова
Розподіл населення за рідною мовою за даними перепису 2001 року:
| Мова       | Відсоток |
| ---------- | -------- |
| українська | 85,82 %  |
| молдовська | 8,36 %   |
| російська  | 3,64 %   |
| білоруська | 2,18 %   |

## Відомі люди
Уродженцем села є Герой Радянського Союзу Л. М. Філіпенко (1914–2012).